# Stenoterommata
Stenoterommata es un género de arañas migalomorfas de la familia Nemesiidae. Se encuentra en Brasil, Argentina y Uruguay.

## Lista de especies
Según The World Spider Catalog 14.0:
- Stenoterommata arnolisei Indicatti, Lucas, Ott & Brescovit, 2008
- Stenoterommata crassistyla Goloboff, 1995
- Stenoterommata curiy Indicatti, Lucas, Ott & Brescovit, 2008
- Stenoterommata grimpa Indicatti, Lucas, Ott & Brescovit, 2008
- Stenoterommata iguazu Goloboff, 1995
- Stenoterommata leporina (Simon, 1891)
- Stenoterommata maculata (Bertkau, 1880)
- Stenoterommata melloleitaoi Guadanucci & Indicatti, 2004
- Stenoterommata palmar Goloboff, 1995
- Stenoterommata platensis Holmberg, 1881
- Stenoterommata quena Goloboff, 1995
- Stenoterommata tenuistyla Goloboff, 1995
- Stenoterommata uruguai Goloboff, 1995